# 朗弗洛格特崖
72°6′S 4°24′E / 72.100°S 4.400°E
朗弗洛格特崖，是南極洲的山崖，位於毛德皇后地的瑪塔公主海岸，屬於穆利格-霍夫曼山脈的一部分，由挪威製圖師根據該國探險隊拍攝的測量和空中照片繪入地圖，現時由南極條約體系管理。